# Preszókratikus filozófia

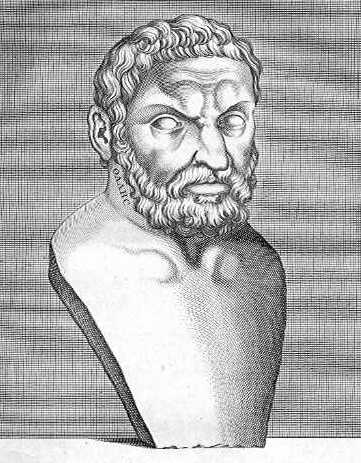
Thalész

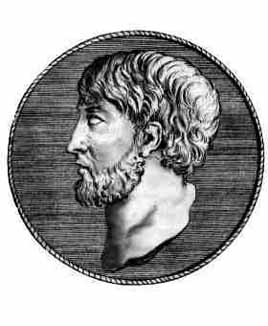
Anaximenész

A preszókratikus filozófia jelentése: Szókratész (Kr. e. 5-4 sz.) előtti filozófia. A Kr. e. VI. sz.-tól Szókratészig tartó gondolkodást jelenti. Pl.: Xenophanész, Püthagorasz, Anaximenész, Anaximandrosz és Thalész görög filozófusok. A két legfontosabb preszókratikus filozófiai iskola a milétoszi (Thalész, Anaximandrosz, Anaximenész) és az eleai (Parmenidész, Zénón, Melisszosz).
A preszókratikus filozófusok Szókratész előtt avagy az ő kortársaként tevékenykedtek, de mindenképp az őt megelőző korszak világképét értelmezték.
Számos preszókratikus filozófus esetében nehéz az érvelés tényleges menetét meghatározni, amelyek végső nézeteikhez vezettek. Annak ellenére, hogy legtöbbjük jelentős szövegeket hozott létre (általában „A természetről” címmel), ezek közül egyik sem maradt fenn teljes formában. Csupán későbbi gondolkodók vagy történetírók által használt idézetek, és esetenként rövid töredékek (fragmentumok) maradtak ránk. A preszókratikusok első és legfontosabb értelmezője Arisztotelész.
A preszókratikus filozófusok elvetették a világ és jelenségei hagyományos mitológiai magyarázatát, egy racionálisabb magyarázat javára. Legtöbbjük a következő alapvető kérdéseket fogalmazta meg:
- Honnan származik minden?
- Milyen anyagból áll valójában; mi az elsődleges anyag: princípium?
- Hogyan magyarázható a természetben található dolgok sokfélesége (pluralitás)?
- Hogyan írható le a természet matematikailag?

Egy felsőbb rendű hatalom, Isten létezését először a preszókratikus természetfilozófusok, főként az atomisták: Leukipposz és Démokritosz kérdőjelezték meg. Ők a világot teljesen anyagi természetűnek írták le, amelyben semmiféle teremtő vagy elrendező erő nem munkálkodik.
Mások problémák és paradoxonok meghatározására koncentráltak, amelyek a későbbi matematikai, tudományos, és filozófiai vizsgálódások tárgyai lettek. Természetesen a korai görög gondolkodók kozmológiáját a modern tudományon alapuló nézetek felülbírálták. Az utókor számos magyarázatukat visszautasította, de folyamatos hangsúlyt helyezett a legkorábbi kérdésfeltevések jelentőségére. Platón számos nézetét a preszókratikusok véleményével párbeszédben fejtette ki (például Parmenidész c dialógus), Arisztotelész pedig elsőként tulajdonított történeti jelentőséget a Szókratész előtti gondolkodóknak, akiknek maga is sokat köszönhetett.

## Filozófusok vagy természettudósok a preszókratikus gondolkodók

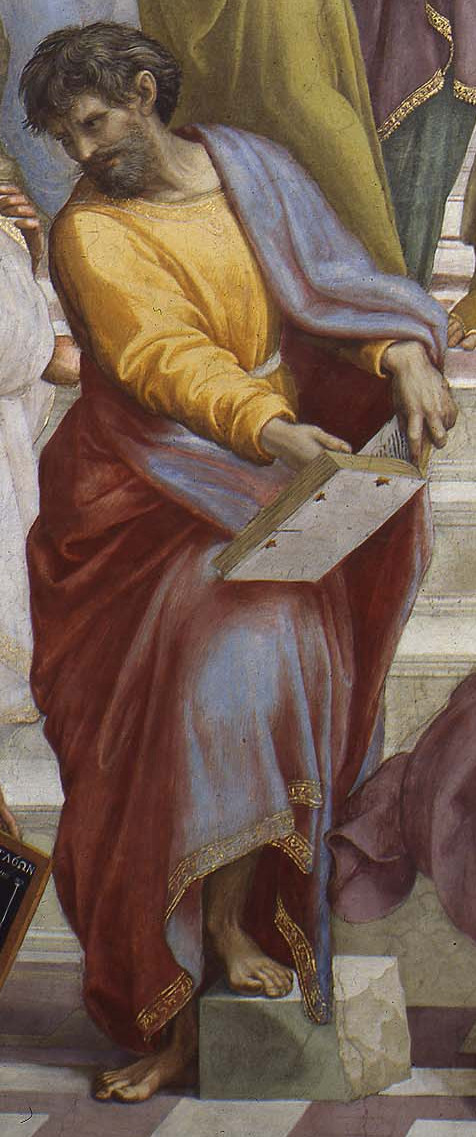
Parmenidész

A hagyományos értelmezés szerint a preszókratikus filozófia egyszerre részei a filozófia és a természettudomány történetének. Az utóbbi évtizedekben azonban ezt a hagyományos értékelést komoly és sokszor megfontolandó kritikák érték. Egyes értelmezők például azt hangoztatták, hogy a milétoszi gondolkodókat, Thalészt, Anaximandroszt és Anaximenészt, az antik kozmológiai hagyomány megalapozóit, nem jogos filozófusnak tekintenünk, hiszen ők elsősorban fizikával foglalkoztak. Igaz ugyan – hangzik az érv –, hogy az antikvitásban a fizika a filozófia részét képezte, ám ez manapság már nem így van. Amennyiben tehát Thalész és követői kizárólag, vagy elsődlegesen, fizikai elméleteket dolgoztak ki, annyiban mai fogalmaink szerint nem filozófusok, hanem sokkal inkább természettudósoknak nevezhetők. Megint mások, úgy gondolják, hogy a preszókratikusok, sem tudósoknak, sem filozófusoknak, hanem inkább íróknak, költőknek nevezhetők.
Továbbá vannak olyan elméletek is, amelyek kisebb-nagyobb módosításokkal, de a hagyományos álláspontot próbálják védelmezni, ami szerint e korai gondolkodók joggal nevezhetők tudósoknak és filozófusoknak is. Arra hívják fel a figyelmet, hogy az olyan átfogó kategóriák mint „filozófia" és „tudomány" történetileg kondicionáltak, koronként változó tartalmúak, és ennek megfelelően koronként más kritériumai vannak annak, hogy mit tekinthetünk tudományosnak, illetve mit tekinthetünk filozófiának.
A Szókratész előtti filozófia és a mitikus világfelfogás között a határvonal igen halvány. A filozófia akkor született, amikor az egyre inkább fejlődő természettudományok tükrében a mitikus szemlélet már nem tudott kielégítő választ adni a világ keletkezésére, felépítésére és működésére. Az ember kezdetben nehezen szakad el a mítosz világától, egyrészt a szokás, az ősök tisztelete nem engedi, másrészt a félelem a közösség megtorlásától, az istenektől. Nem meglepő, hogy mindazok, akik filozófiával foglalkoztak, egyben természettudósok is voltak, azaz olyan emberek, akik megpróbálták megfigyeléseikkel, felfedezéseikkel összhangban hozni a mitikus világfelfogást az értelemmel. Ekkortájt e két tudomány – a természettudomány és filozófia – még nem vált két külön ágra.

## A milétoszi természetfilozófia

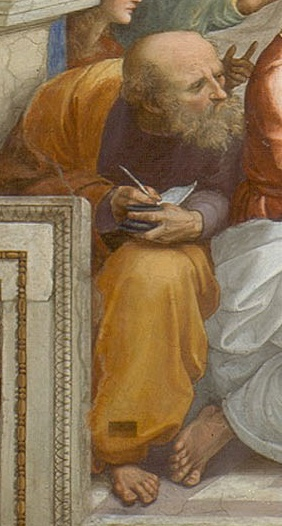
Anaximandrosz

A világ természetének racionális leírására tett első kísérletek Ióniában születtek. Milétoszban egyetlen évszázad alatt három nagy filozófus is tevékenykedett: Thalész, Anaximandrosz és Anaximenész. Mindhármuk kozmológiája egy ősanyag létezésének a feltételezésén nyugszik, amely a természet azon geneatikus megközelítésének a fejleménye, amelyet a hesziodoszi Theogóniából ismerhetünk. Az első filozófia műveket a mitológiai történetek miatt érzett elégedetlenség motiválta, hogy a természet felépítéséről és annak jelenségeiről megkíséreljenek rendszeres természettani magyarázatot adni.
Ióniában, Milétoszban jött létre az első filozófiai iskola Thalész vezetésével, Égei-tenger környéki civilizációk behatásának köszönhetően. Milétosz az anatóliai parton elterülő kisváros Szamosz szigetétől délre, a Kr. e. VII. és VI. században Iónia legfontosabb városa volt, és mintegy kapuként állt a görög világ és a Perzsa Birodalom (ami később a vesztét okozta) között. A milétosziak az idők folyamán többnyire állandó lüdiai megszállás alatt álltak egészen Kr. e. VII. századig, amikor szövetséget kötöttek egymással. A lüdiaiak jelenléte pozitívan hatott a milétoszi tudományok fejlődésére, a velük kötött szövetség vitte közelebb őket a babiloni és az egyiptomi kultúrához is. Milétosz Földközi-tenger medencéjében száznál több gyarmatot alapított. A gyarmat-városokkal szoros kapcsolatot tartottak és Milétosz tehetősebb polgárai, akár kereskedő voltak akár nem, többen is ellátogattak oda.

## A nyugati görögség: az eleaiak és a püthagoreusok

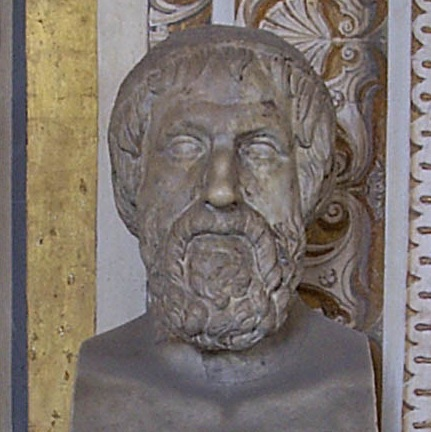
Püthagorasz-mellszobor

A nagy milétosziakat követően a nyugati görög gondolkodók (Kr. e. IV. század) – akik a kezdetektől fogva nagyban különböztek a milétosziaktól – feladták az ősi anyag kutatását és náluk inkább a vallás (püthagoreusok) vagy a metafizikai ellentmondások (Parmenidész és Zénón) voltak a hajtóerők. Kivétel közülük Empedoklész volt, akinél megtalálhatók a ióniaiak gondolkodása, bár ötvözve vannak a püthagoreánus és a parmenidészi elemekkel.
Az első két filozófus, akiről tudni, hogy Dél-Itália görög városaiban tanított, két ióniai emigráns volt: Xenophanesz és Püthagorász, aki a Kr. e. VI. század vége felé volt negyvenes éveiben.

## Az V. századi Ión filozófia: válasz a nyugati görög bölcseletre
A Kr. e. V. századi ión filozófiát a parmenidészi metafizika határozta meg. A ión gondolkodók találékony és kreatív módon választ kívántak adni a józan észnek a környező világba vetett hitet ért radikális parmenidészi kritikára. Ez leginkább szamoszi Melisszosz esetében figyelhető meg, aki a parmenidészi érvek revideált változatával állt elő. Anaxagorasz és az atomisták (Leukipposz és Démokritosz), Empedoklész és a monista Diogenész is óvakodtak attól, hogy semmibevegyék azt az eleai érvet miszerint a semmiből nem jöhet létre semmi. E kor filozófusai azonban több ponton is eltértek az eleai tanításoktól: Anaxagorasz, Melisszosz, Empedoklész és az atomisták is úgy gondolták, hogy a sokaság nem jöhet létre az eredeti egységből, ha létezik sokaság, akkor az a kezdetektől kell, hogy létezzen. Többen, köztük Empedoklész is a mozgást nem tekintették magától érthető előfeltevésnek, hanem igyekeztek megindokolni azt. Az atomisták viszont megelégedtek azzal a kijelentéssel, hogy mozgás az mindig is volt.

## Filozófusok, filozófiai iskolák és mozgalmak listája
- Milétosziak

Thalész (kb. Kr. e. 585.)
Anaximandrosz (Kr. e. 610-547.)
Anaximenész (Kr. e. 585-525.)
- Püthagoreusok

Püthagorasz (Kr. e. 582-496.)
Alkmaión
Philolaosz (Kr. e. 480-405.)
Arkhütasz (Kr. e. 428-347.)
- Hérakleitosz (Kr. e. 535-475.)
- Eleai iskola

Xenophanész (Kr. e. 570-470.)
Parmenidész (Kr. e. 510-440.)
Eleai Zénón (Kr. e. 490-430.)
Melisszosz (kb Kr. e. 470-?)
- Posztparmenideánus pluralisták

Empedoklész (Kr. e. 490-430.)
Anaxagorasz (Kr. e. 500-428.)
Az atomisták
Leukipposz (Kr.e.V. század)
Démokritosz (Kr. e. 460-370.)
Epikurosz (Kr. e. 341-270)
- Posztparmenideánus monisták

apollóniai Diogenész (kb Kr. e. 460-?)
Hippón
- Szofisták

Prótagorasz (Kr. e. 481-420.)
Gorgiasz (Kr. e. 483-375.)
Thraszümakhosz
Kritiasz
Prodikosz (?Kr. e. 465-390.)
Hippiasz (Kr. e. 485-415.)
Antiphón (Kr. e. 480-411.)
Anonymus Iamblichi

## Hivatkozási konvenciók
A preszókratikus filozófusok tanításait és műveit csak más szerzőknél fennmaradt tanúbizonyságokból (testimóniumokból) ill. más szerzőknél fennmaradt idézetekből, töredékekből (fragmentumokból) ismerjük. Ezekre Hermann Diels és Walther Kranz: Die Fragmente der Vorsokratiker (8. kiadás, Weidmannsche Buchhandlung, Berlin 1956) c. gyűjteménye alapján hivatkozunk. Ebben a gyűjteményben egy-egy filozófusról a testimóniumokat az első, A szakasz, a fragmentumokat a második, B szakasz tartalmazza, így a töredékekre és testimóniumokra történő utalásokban gyakran az A vagy a B betűt is feltüntetik. (A harmadik, C szakasz a szerzőt utánzó szöveghelyeket tartalmaz, a püthagóreus iskolára vonatkozó hivatkozásrendszer a többi filozófus esetében alkalmazottól eltér.)

## Bibliográfia
- Kirk, G.S; Raven, J.E; Schofield, M.: A preszókratikus filozófusok (fordította Steiger Kornél és Cziszter Kálmán), Atlantisz Könyvkiadó, Budapest, 1998 (A kútnál), ISBN 9637978992
- Steiger Kornél: A lappangó örökség. Fejezetek a preszókratikus filozófia antik hagyományozásának történetéből; Jószöveg Műhely, Budapest, 1999 (Jószöveg könyvek)
- Thalésztől Anaxagoraszig (Görög gondolkodók 1.) Kossuth Könyvkiadó, Budapest 1993 [korábbi fordítások gyűjteménye – Thalész, Anaximandrosz, Anaximenész, Hérakleitosz, Philolaosz, Alkmaión, Hippón, apollóniai Diogenész, püthagoreusok, Xenophanész, Parmenidész, Melisszosz, Zénón, Anaxagorasz]
- Empediklésztől Démokritoszig (Görög gondolkodók 2.) Kossuth Könyvkiadó, Budapest 1993 [korábbi fordítások gyűjteménye – Empedoklész, Leukipposz, Démokritosz]